# Gotha G VII
Die Gotha G VII war ein zweimotoriges Bombenflugzeug der Gothaer Waggonfabrik, das von der deutschen Fliegertruppe im Ersten Weltkrieg eingesetzt wurde. Aufgrund ihrer Bauweise, die hohe Geschwindigkeit mit größtmöglicher Nutzlast miteinander verband, kann sie als Vorläufer späterer Schnellbomber angesehen werden.

## Entwicklung

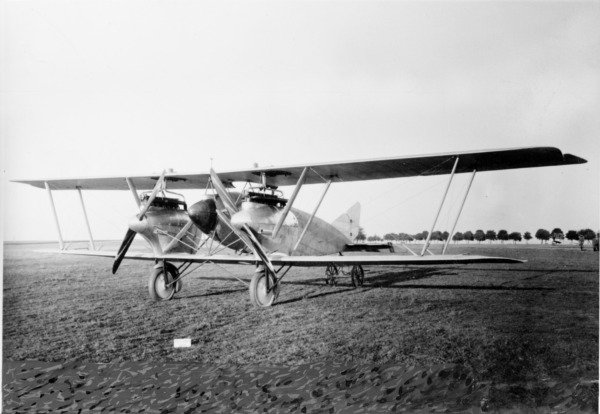
Das Ausgangsmuster GL VII

Die mit dem Bomber Gotha G IV ab Mai 1917 durchgeführten Angriffe auf London wurden aufgrund der starken Abwehrmaßnahmen insbesondere durch Flugabwehrkanonen und Abfangjäger mit der Zeit immer risikoreicher, so dass im Herbst des Jahres zu Nachteinsätzen übergegangen werden musste. Die Idflieg forderte deshalb von den deutschen Flugzeugherstellern Kampfflugzeuge mit höherer Gipfelhöhe und größerer Geschwindigkeit, die schneller als gegnerische Jagdflugzeuge sein und außerhalb der Reichweite der Flak auch wieder bei Tag und damit präziser gegen die britische Hauptstadt operieren können sollten. Da derartige Muster nur unter Verkleinerung der Abmessungen und Reduzierung der Nutzlast zu entwickeln waren, wurden gleichzeitig als neue Flugzeugkategorie die sogenannten GL-Typen als leichtere Abstufung der als G-Flugzeuge bezeichneten schweren Bombenflugzeuge geschaffen. Das einzige Flugzeug dieser Bauart, das das Stadium der Serienreife erreichte, war die G VII.
Als Reaktion auf die Forderung der Idflieg entstand beim Gothaer Waggonbau noch im selben Jahr die im Gegensatz zu ihren Vorgängern verkleinerte GL VII. Der zweistielige, verspannte Doppeldecker besaß einen verkürzten Rumpfbug ohne den bei den schweren Bombern dort üblicherweise befindlichen Abwehrstand, wodurch die beiden Motoren näher am Rumpf angeordnet werden konnten und sich die Abwehrbewaffnung auf ein Maschinengewehr im Rumpfrücken und somit auch das Gewicht reduzierte. Das Fahrwerk bestand nur noch aus zwei Haupträdern, was ebenfalls zur Gewichtsverringerung beitrug. Für den Transport per Eisenbahn waren die Außenflügel abnehmbar gestaltet, so dass der Rumpf mit Mittelflügel, Antrieben und Fahrgestell als Ganzes verladen werden konnte. Die GL VII blieb ein Einzelexemplar; aus ihr entstand 1918 die G VII, deren äußeres Hauptunterscheidungsmerkmal das dreistielig ausgeführte Tragwerk war. Sie erschien in zwei Ausführungen mit 260-PS-Daimler-Triebwerken D IVa und mit 245-PS-Maybach-Triebwerken Mb IVa. Mit ersteren wurde das einfache Leitwerk der GL VII beibehalten, mit zweiteren erhielt die G VII ein kastenförmiges Doppelleitwerk. Die Idflieg gab 250 Flugzeuge in Auftrag, von denen bis zum Waffenstillstand im November 1918 jedoch lediglich acht Stück ausgeliefert werden konnten, die noch beim Bogohl 3 (Bombengeschwader der Obersten Heeresleitung) zum Einsatz gekommen sein sollen. Aufgrund der fortschrittlichen Konstruktion wurden mehrere Exemplare später von der Entente eingehend untersucht, eine GL VII verunfallte dabei zu Beginn des Jahres 1919.

## Technische Daten
| Kenngröße                       | Daten                                                                                        |
| ------------------------------- | -------------------------------------------------------------------------------------------- |
| Besatzung                       | 3                                                                                            |
| Spannweite                      | 19,27 m                                                                                      |
| Länge                           | 9,63 m                                                                                       |
| Höhe                            | 3,51 m                                                                                       |
| Flügelfläche                    | 63,8 m²                                                                                      |
| Flächenbelastung                | 49,2 kg/m²                                                                                   |
| Leistungsbelastung              | 6,4 kg/PS                                                                                    |
| Flächenleistung                 | 7,7 PS/m²                                                                                    |
| Rüstmasse                       | 2420 kg                                                                                      |
| Zuladung                        | 720 kg                                                                                       |
| Startmasse                      | 3140 kg                                                                                      |
| Antrieb                         | zwei wassergekühlte Sechszylinder-Reihenmotoren mit zwei starren Zweiblatt-Holzluftschrauben |
| Typ                             | Maybach Mb IVa                                                                               |
| effektive Leistung Nennleistung | 245 PS (180 kW) bis 2500 m Höhe 245 PS (180 kW) bei 1400/min                                 |
| Höchstgeschwindigkeit           | 180 km/h in Bodennähe                                                                        |
| Steigzeit                       | 8 min auf 2000 m Höhe 21 min auf 4000 m Höhe 38 min auf 6000 m Höhe                          |
| Dienstgipfelhöhe                | 7000 m                                                                                       |
| Reichweite                      | 540 km                                                                                       |
| Bewaffnung                      | ein bewegliches 7,9-mm-MG                                                                    |
| Bombenlast                      | 600 kg                                                                                       |